# Jordan Spence
Jordan Spence, född 24 februari 2001, är en australiskfödd kanadensisk professionell ishockeyback som är kontrakterad till Los Angeles Kings i National Hockey League (NHL) och spelar för Ontario Reign i American Hockey League (AHL). Han har tidigare spelat för Moncton Wildcats och Foreurs de Val-d'Or i Ligue de hockey junior majeur du Québec (LHJMQ).
Spence draftades av Los Angeles Kings i fjärde rundan i 2021 års draft som 95:e spelare totalt.

## Statistik
| 2014–2015    | Mid Isle Matrix             |              | 24  | 3  | 12  | 15  | 2  | 4  | 1 | 1  | 2  | 0  |
| 2015–2016    | Mid Isle Matrix             |              | 30  | 19 | 25  | 44  | 16 | 9  | 2 | 2  | 4  | 2  |
| 2016–2017    | Charlottetown Pride         |              | 33  | 3  | 16  | 19  | 16 | —  | — | —  | —  | —  |
| 2017–2018    | Summerside Western Capitals | MJHL         | 50  | 13 | 39  | 52  | 16 | 12 | 4 | 13 | 17 | 18 |
| 2018–2019    | Moncton Wildcats            | LHJMQ        | 68  | 6  | 43  | 49  | 18 | 4  | 1 | 3  | 4  | 0  |
| 2019–2020    | Moncton Wildcats            | LHJMQ        | 60  | 9  | 43  | 52  | 28 | —  | — | —  | —  | —  |
| 2020–2021    | Moncton Wildcats            | LHJMQ        | 13  | 5  | 11  | 16  | 14 | —  | — | —  | —  | —  |
|              | Foreurs de Val-d'Or         | LHJMQ        | 19  | 5  | 19  | 24  | 0  | 15 | 2 | 18 | 20 | 6  |
| 2021–2022    | Los Angeles Kings           | NHL          | 1   | 0  | 0   | 0   | 0  | —  | — | —  | —  | —  |
|              | Ontario Reign               | AHL          | 46  | 4  | 38  | 42  | 28 | —  | — | —  | —  | —  |
| NHL totalt   | NHL totalt                  | NHL totalt   | 1   | 0  | 0   | 0   | 0  | —  | — | —  | —  | —  |
| LHJMQ totalt | LHJMQ totalt                | LHJMQ totalt | 160 | 25 | 116 | 141 | 60 | 19 | 3 | 21 | 24 | 6  |

### Internationellt
| Källa: Uppdaterad: 2022-03-11 | Källa: Uppdaterad: 2022-03-11 | Källa: Uppdaterad: 2022-03-11 |         | Utv = Utvisningsminuter | Utv = Utvisningsminuter | Utv = Utvisningsminuter | Utv = Utvisningsminuter | Utv = Utvisningsminuter |
| År                            | Lag                           | Mästerskap                    | Matcher | Mål                     | Assists                 | Poäng                   | Utv                     |                         |
| ----------------------------- | ----------------------------- | ----------------------------- | ------- | ----------------------- | ----------------------- | ----------------------- | ----------------------- | ----------------------- |
| 2019                          | Kanada                        | U18-VM                        | 7       | 1                       | 2                       | 3                       | 0                       |                         |
| 2021                          | Kanada                        | JVM                           | 2       | 1                       | 0                       | 1                       | 0                       |                         |
| Junior totalt                 | Junior totalt                 | Junior totalt                 | 9       | 2                       | 2                       | 4                       | 0                       |                         |